# Krasnojar (obwód irkucki)
Krasnojar (ros. Краснояр) – wieś (dieriewnia) w Rosji, w obwodzie irkuckim, w rejonie kaczuskim. W 2010 liczyła 585 mieszkańców.